# 人民先于利润—团结
人民先于利润—团结（英語：People Before Profit–Solidarity，缩写为PBP–S）是爱尔兰的一个选举联盟，拥有注册政党地位。该联盟成立于2015年9月17日，由反紧缩联盟和人民先于利润组成，当时取名为反紧缩联盟—人民先于利润。2017年3月10日反紧缩联盟改名为“团结”后，该联盟也相应改名为“团结—人民先于利润”。2023年1月，该联盟改用现名。

## 成员
- 人民先于利润
- 团结
- RISE